# Trofeo Matteotti 1949
Il Trofeo Matteotti 1949, quinta edizione della corsa, si svolse il 1º maggio 1949 su un percorso di 170 km con partenza e arrivo a Pescara. Riservato a ciclisti della categoria dilettanti, fu vinto dall'italiano Giuseppe Minardi, che completò il percorso in 4h33'00" precedendo i connazionali Livio Isotti e Widmer Servadei.

## Ordine d'arrivo (Top 10)
| Pos. | Corridore         | Squadra        | Tempo    |
| ---- | ----------------- | -------------- | -------- |
| 1    | Giuseppe Minardi  | G.S. Vilco     | 4h33'00" |
| 2    | Livio Isotti      | G.S. Vilco     | a 1'26"  |
| 3    | Widmer Servadei   | G.S. Vilco     | s.t.     |
| 4    | Giovanni Maestri  | G.S. SIOF      | s.t.     |
| 5    | Augusto Bontempi  | Vis Sauro      | s.t.     |
| 6    | Sanzio Bazzoli    | Ped. Ravennate | s.t.     |
| 7    | Dante Rivola      | G.S. Vilco     | s.t.     |
| 8    | Aldo Canale       | S.S. Graziosi  | s.t.     |
| 9    | Emidio De Vecchis | Fontespina     | a 1'52"  |
| 10   | Rolando Verdini   | Fontespina     | s.t.     |